# دانشگاه یانسه

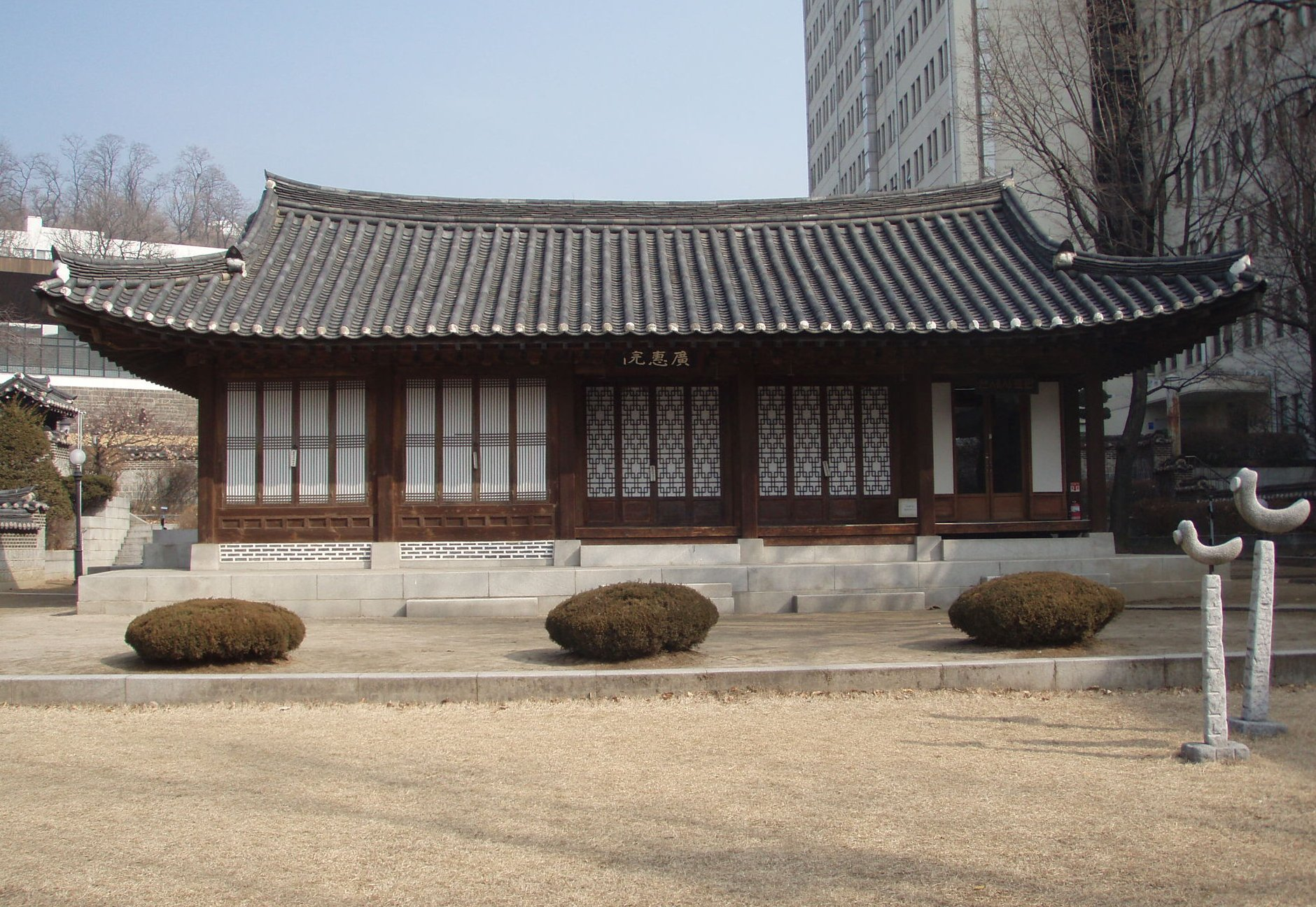

دانشگاه یانسه (연세대학교 (延世大學校) [jʌnsʰe:]) یک دانشگاه پژوهشی خصوصی در سئول، کره جنوبی است. این دانشگاه یکی از سه دانشگاه اسکای کره است که معتبرترین دانشگاه‌ها در این کشور شمرده می‌شوند. یانسه در سال ۱۸۸۵ تأسیس شد و قدیمی‌ترین دانشگاه در کره جنوبی است.